# Conseil présidentiel (Yémen)
Pour les articles homonymes, voir Conseil présidentiel.
Le Conseil présidentiel (en arabe : المجلس الرئاسي) est, dans la version originale de la Constitution yéménite de 1990, l'institution collégiale chargée du pouvoir exécutif. Elle est composée de cinq membres.
Le Conseil présidentiel a été proclamé le 22 mai 1990 au Yémen à la suite de l'unification du pays et dissout en octobre 1994. Ali Abdallah Saleh en est le président et Ali Salem al-Beidh le vice-président.

## Historique

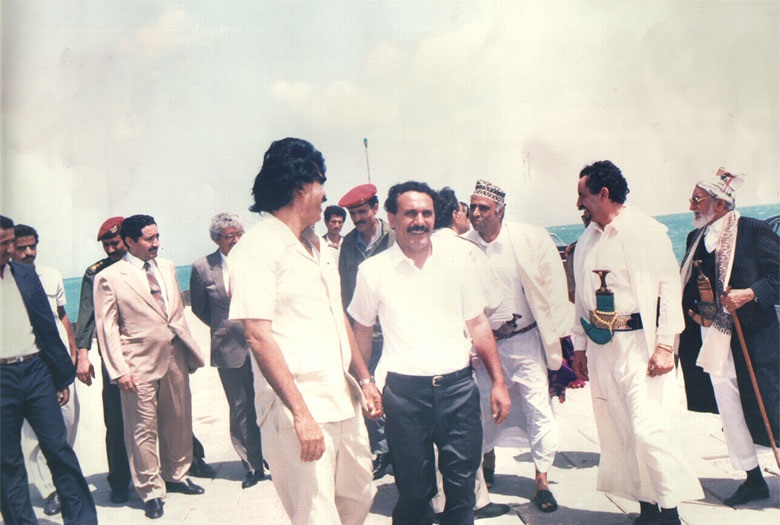
Ali Abdallah Saleh (à droite) et Ali Salem al-Beidh (à gauche) après la signature de l'accord de Sanaa en 1990.

Conformément à l'accord de Sanaa, les cinq membres du Conseil présidentiel transitoire sont élus le 22 mai 1990 lors d'une session commune du Conseil populaire suprême et du Conseil consultatif puis les membres du Conseil présidentiel ont élu un président et un vice-président pour un mandat de trente mois. Des élections législatives sont ainsi prévues pour novembre 1992, puis repoussées.
Le 16 octobre 1993, peu après les élections législatives, un nouveau Conseil présidentiel permanent est élu pour un mandat de cinq ans.
Dans les deux cas, Ali Abdallah Saleh et Ali Salem al-Beidh ont été élus respectivement président et vice-président. En mai 1994, Abdel Aziz Abdel Ghani est nommé vice-président. Par ailleurs, les deux membres sudistes en sont exclus.
Néanmoins, le Conseil présidentiel a été aboli en octobre 1994, après la fin de la guerre civile yéménite de 1994 et l'adoption d'une réforme constitutionnelle. Le pouvoir exécutif est alors représenté par un président de la République, assisté par son vice-président.

## Composition

### Conseil présidentiel transitoire
- Président : Ali Abdallah Saleh (CGP) ;
- Vice-président : Ali Salem al-Beidh (PSY) ;
- Membres :
  - Saleh Salem Mohammed (PSY) ;
  - Abdel Aziz Abdel Ghani (CGP) ;
  - Abdel Karim al-Arachi (CGP).

### Conseil présidentiel

#### 1993-1994
- Président : Ali Abdallah Saleh (CGP) ;
- Vice-président : Ali Salem al-Beidh (PSY) ;
- Membres :
  - Saleh Salem Mohammed (PSY) ;
  - Abdel Aziz Abdel Ghani (CGP) ;
  - Abd al-Majid al-Zindani (Al-Islah).

#### 1994
- Président : Ali Abdallah Saleh (CGP) ;
- Vice-président : Abdel Aziz Abdel Ghani (CGP) ;
- Membre : Abd al-Majid al-Zindani (Al-Islah).